# Александровская, Лариса Помпеевна
Лари́са Помпе́евна Александро́вская (бел. Ларыса Пампееўна Александроўская; 2 (15) февраля 1904, Минск — 23 мая 1980 года, там же) — советская оперная певица (сопрано), режиссёр, публицист, общественный деятель. Народная артистка СССР (1940). Лауреат Сталинской премии второй степени (1941).

## Биография

Могила Александровской на Восточном кладбище Минска.

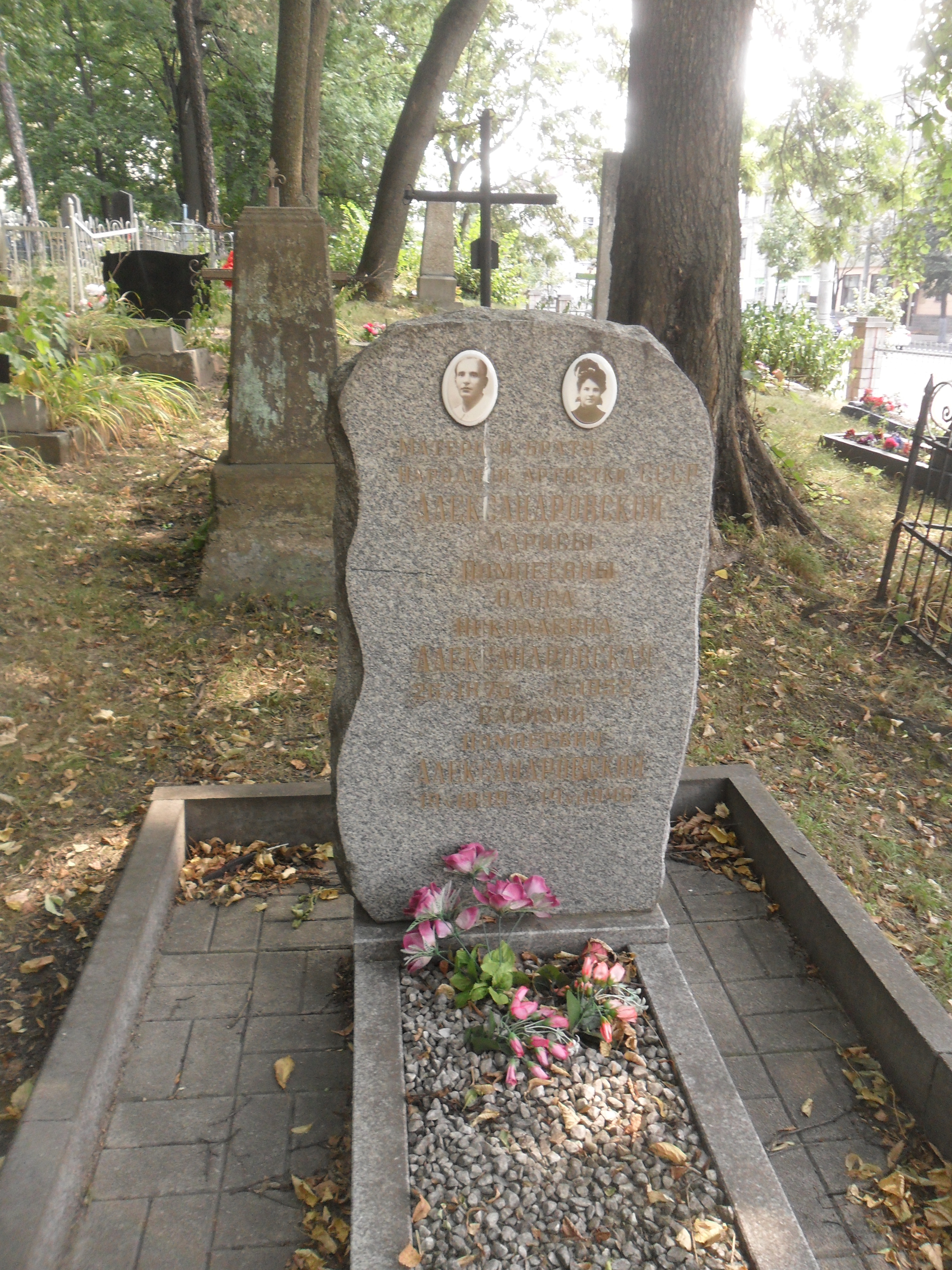
Могила матери и брата Александровской на Военном кладбище Минска.

Лариса Александровская родилась 2 (15) февраля 1904 года) в Минске.
Обладая превосходными вокальными данными, как певица начала выступать с 1920 года в труппе театра Главполитпросвета Западного фронта.
В 1924—1928 годах училась в Минском музыкальном техникуме, в 1928 — в специальном оперном классе. В 1930—1933 годах занималась в Государственной студии оперы и балета (Минск). Ученица В. А. Цветкова и А. П. Боначича.
В 1927 году исполняла белорусские народные песни на Международной музыкальной выставке во Франкфурте-на-Майне (Германия).
С 1933 года — солистка Белорусского театра оперы и балета в Минске. Исполняла как сопрановые, так и меццо-сопрановые партии.
Выступала также как концертная певица. Исполнительница белорусских народных песен и камерных произведений.
Во время Великой Отечественной войны выступала с концертами на фронтах, в госпиталях и в партизанских отрядах.
Гастролировала (с 1928) за рубежом (Франция, Англия, Швеция, Болгария, Румыния, Югославия, Чехословакия, Польша, ГДР).
В 1951—1960 годах была одновременно и главным режиссёром Белорусского театра оперы и балета. В год ей удавалось выпускать по два премьерных спектакля.
Инициатор создания и неизменный председатель правления Белорусского театрального общества (1946—1980, с 1976 — почётный председатель).
В 1950—1970-х годах выступала с публицистическими статьями.
Член ВКП(б) с 1942 года. Кандидат в члены ЦК КП Белорусской ССР (1952, 1954, 1956). Депутат Верховного Совета СССР II—IV созывов. Депутат Верховного Совета Белорусской ССР III—V созывов.
Умерла 23 мая 1980 года в Минске. Похоронена на Восточном кладбище.

## Звания и награды
- Заслуженная артистка Белорусской ССР
- Народная артистка Белорусской ССР (1938)
- Народная артистка СССР (1940)[2]
- Сталинская премия второй степени (1941) — за многолетние выдающиеся достижения в области театрально-вокального искусства
- Три ордена Ленина (1940, 1948, 1955)
- Орден Октябрьской Революции (1974)
- Орден Трудового Красного Знамени
- Медаль «В ознаменование 100-летия со дня рождения Владимира Ильича Ленина»
- Медаль «За победу над Германией в Великой Отечественной войне 1941—1945 гг.»
- Медаль «За доблестный труд в Великой Отечественной войне 1941—1945 гг.»

## Оперные партии
- 1939 — «Михась Подгорный» Е. К. Тикоцкого — Марыся
- 1940 — «Цветок счастья» А. Е. Туренкова — Надейка
- 1944 — «Алеся» Е. К. Тикоцкого — Алеся
- 1947 — «Кастусь Калиновский» Д. Лукаса — Мария Греготович
- «Евгений Онегин» П. И. Чайковского — Татьяна
- «Пиковая дама» П. И. Чайковского — Лиза, Графиня
- «Царская невеста» Н. А. Римского-Корсакова — Любаша
- «Князь Игорь» А. П. Бородина — Ярославна, Кончаковна
- «Фауст» Ш. Гуно — Маргарита
- «Кармен» Ж. Бизе — Кармен
- «Тихий Дон» И. И. Дзержинского — Аксинья
- «Борис Годунов» М. П. Мусоргского — Марина Мнишек
- «Русалка» А. С. Даргомыжского — Наташа

## Постановки спектаклей
- 1951 — «Запорожец за Дунаем» С. С. Гулак-Артемовского
- 1951 — «Тихий Дон» И. И. Дзержинского
- 1952 — «Страшный двор» С. Монюшко
- 1952 — «Русалка» А. С. Даргомыжского
- 1952 — «Мазепа» П. И. Чайковского
- 1953 — «Аида» Дж. Верди
- 1953 — «Девушка из Полесья» Е. К. Тикоцкого[2]
- 1954 — «Борис Годунов» М. П. Мусоргского
- 1954 — «Травиата» Дж. Верди
- 1955 — «Трубадур» Дж. Верди
- 1956 — «Надежда Дурова» А. В. Богатырёва
- 1957 — «Михась Подгорный» Е. К. Тикоцкого
- 1958 — «Ясный рассвет[бел.]» А. Е. Туренкова
- 1960 — «Пиковая дама» П. И. Чайковского.

## Память
В 1945 году Имя Детской музыкальной школе искусств № 1 в Минске было присвоено имя Ларисы Александровской по случаю 25-летия творческой деятельности певицы. На тот момент это была единственная музыкальная школа в городе. С её учащимися — хором и ансамблем скрипачей — любила выступать Лариса Помпеевна.
С 1987 года в Белоруссии проводится Республиканский конкурс вокалистов имени Л. Александровской, а в 1992 году была учреждена Премия имени Л. Александровской в области театрального искусства.
В честь Л. Александровской была названа улиц в Советском районе Минска.
Имя Л. П. Александровской носит Камерный зал Большого театра Беларуси (120 мест).
В 2003 году вышла в свет книга «Лариса Помпеевна Александровская. Документально-театральный роман», написанная племянницей Ларисы Александровской искусствоведом Ариадной Ладыгиной.